# Rhizanthella gardneri
Rhizanthella gardneri är en orkidéart som beskrevs av Richard Sanders Rogers. Rhizanthella gardneri ingår i släktet Rhizanthella och familjen orkidéer. Inga underarter finns listade i Catalogue of Life.
Arten är endast känd från några fyndplatser i sydvästra Australien. Den växer i lövskiktet i skogar som domineras av träd av arten Melaleuca scalena där även arter av släktena Eucalyptus och Acacia förekommer. Denna orkidé blommar i maj och juni. Blomställningen har upp till 100 små krämfärgade till rosa blommor och ett hölje av 6 till 12 blad. Frukten liknar ett bär och innehåller 20 till 150 frön. Orkidén får en del av sin näring från svampar av släktet Ceratobasidium. Antagligen kan växten uthärda längre tider av torka. Växten pollineras av små myggor som är kopplade till svampar och av myror.
Växten är mycket sällsynt och därför känslig för bränder. Vid en studie året 2019 upptäcktes endast 9 exemplar. IUCN listar arten som akut hotad (CR).

## Bildgalleri

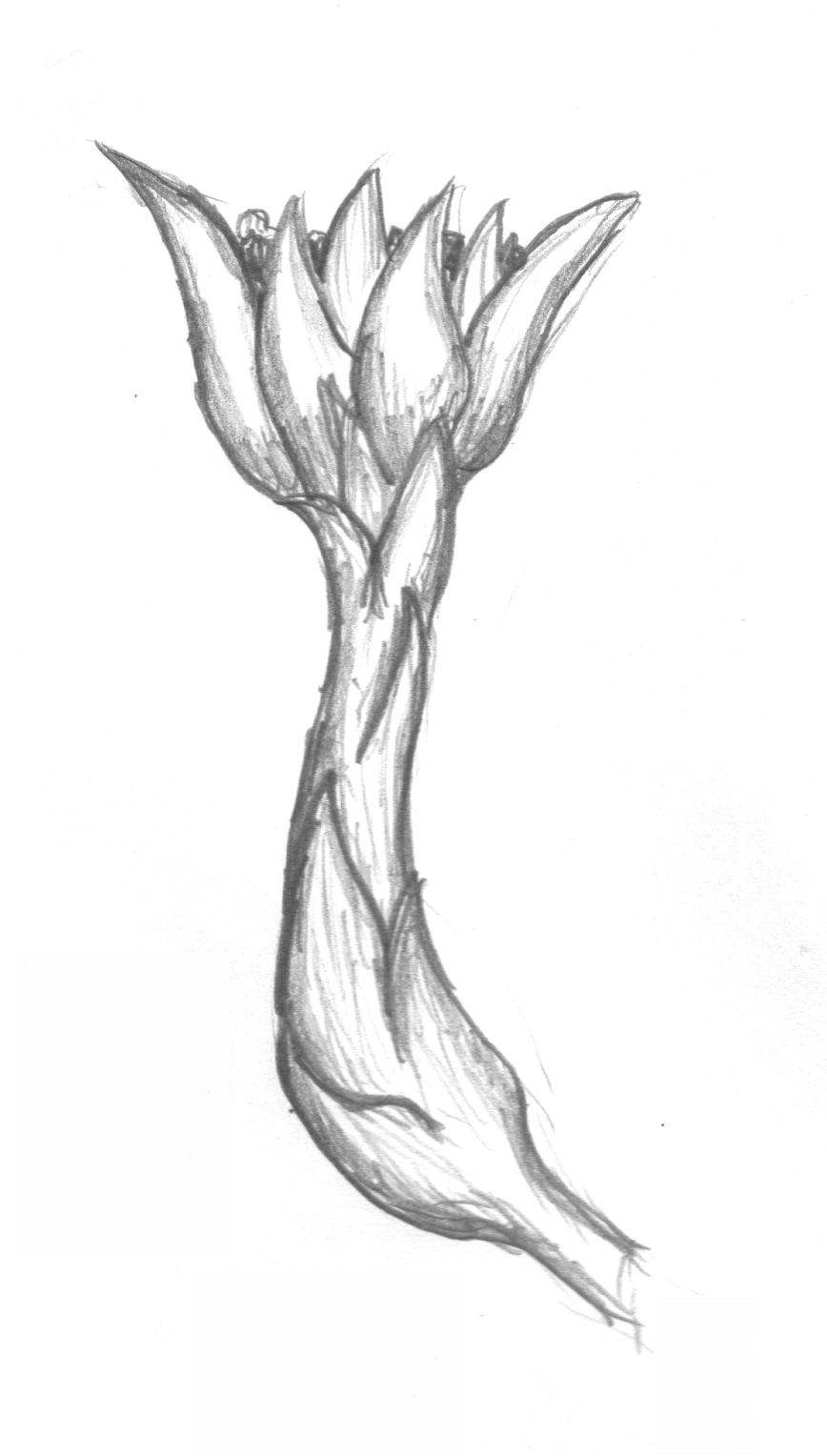
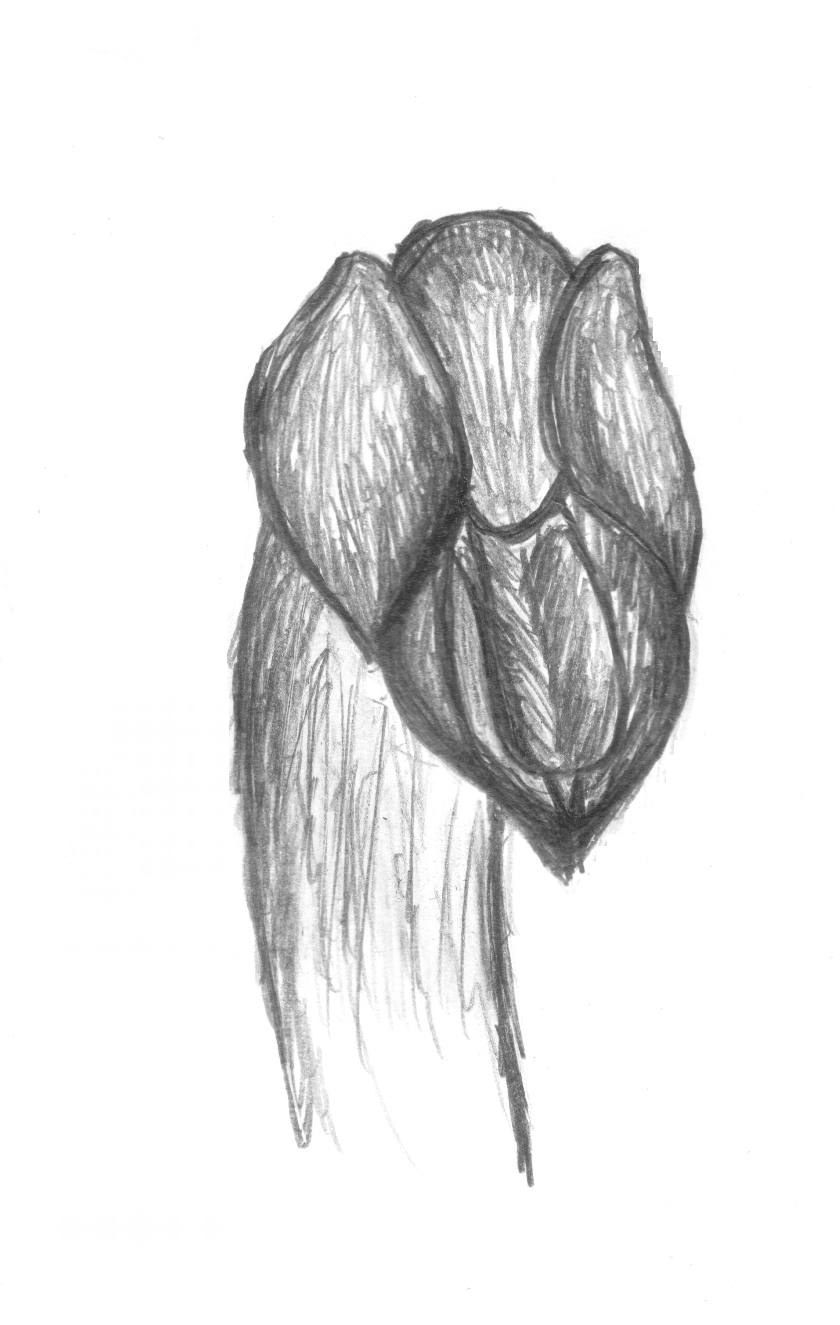
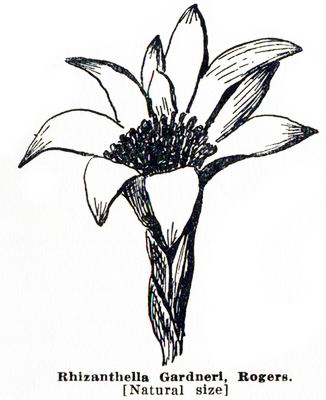